# Manès (Lydie)
Pour les articles homonymes, voir Manès.
Manès est, selon Hérodote, le premier roi légendaire de Méonie de la dynastie des Atyades. Son règne se situerait au XVIe siècle av. J.-C.
Il est, d'après Hérodote, le père d'Atys, qui a donné son nom à la dynastie, et le grand-père de Lydos.
D'après un autre passage d'Hérodote, il aurait eu également un fils nommé Cotys, lui-même père d'Asiès ; ce dernier aurait, d'après les Lydiens, donné son nom à l'Asie. Denys d'Halicarnasse reprend cette tradition et précise que l'épouse de Manès et mère de Cotys était l'Océanide Callirrhoé.
Selon certaines traditions, Manès serait un fils de Zeus et de Gaia.